# Griveaudia atkinsoni
Griveaudia atkinsoni is een vlinder uit de familie van de Callidulidae. De wetenschappelijke naam van de soort is voor het eerst geldig gepubliceerd in 1879 door Moore.